# Machaerium latifolium
Machaerium latifolium är en ärtväxtart som beskrevs av Henry Hurd Rusby. Machaerium latifolium ingår i släktet Machaerium och familjen ärtväxter.

## Underarter
Arten delas in i följande underarter:
- M. l. latifolium
- M. l. manaoense